# Powiat de Jasło
Le powiat de Jasło (en polonais : powiat jasielski) est un powiat appartenant à la voïvodie des Basses-Carpates, dans le sud-est de la Pologne.

## Division administrative

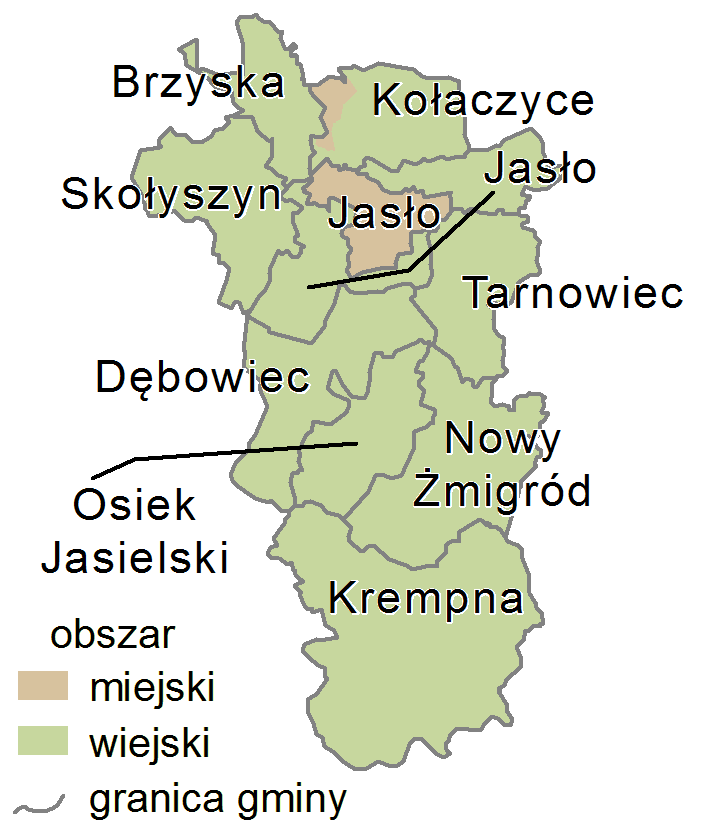
Carte du powiat (partie urbaine en marron et rurale en vert)

Le powiat est constitué de 10 communes (gminy) :
| Gmina                                       | Type           | Superficie (km²) | Population (2006) | Chef-lieu       |
| Jasło                                       | urbaine        | 36,7             | 37 768            |                 |
| Jasło                                       | rurale         | 93,1             | 15 774            | Jasło *         |
| Skołyszyn                                   | rurale         | 77,9             | 12 422            | Skołyszyn       |
| Nowy Żmigród                                | rurale         | 104,5            | 9 303             | Nowy Żmigród    |
| Tarnowiec                                   | rurale         | 63,1             | 9 130             | Tarnowiec       |
| Kołaczyce                                   | urbaine-rurale | 60,0             | 8 832             | Kołaczyce       |
| Dębowiec                                    | rurale         | 85,8             | 8 406             | Dębowiec        |
| Brzyska                                     | rurale         | 45,1             | 6 222             | Brzyska         |
| Osiek Jasielski                             | rurale         | 60,5             | 5 308             | Osiek Jasielski |
| Krempna                                     | rurale         | 203,6            | 1 963             | Krempna         |
| * le siège ne fait pas partie de la commune |                |                  |                   |                 |